# Opoptera syme
Opoptera syme är en fjärilsart som beskrevs av Jacob Hübner 1822/26. Opoptera syme ingår i släktet Opoptera och familjen praktfjärilar. Inga underarter finns listade i Catalogue of Life.

## Bildgalleri

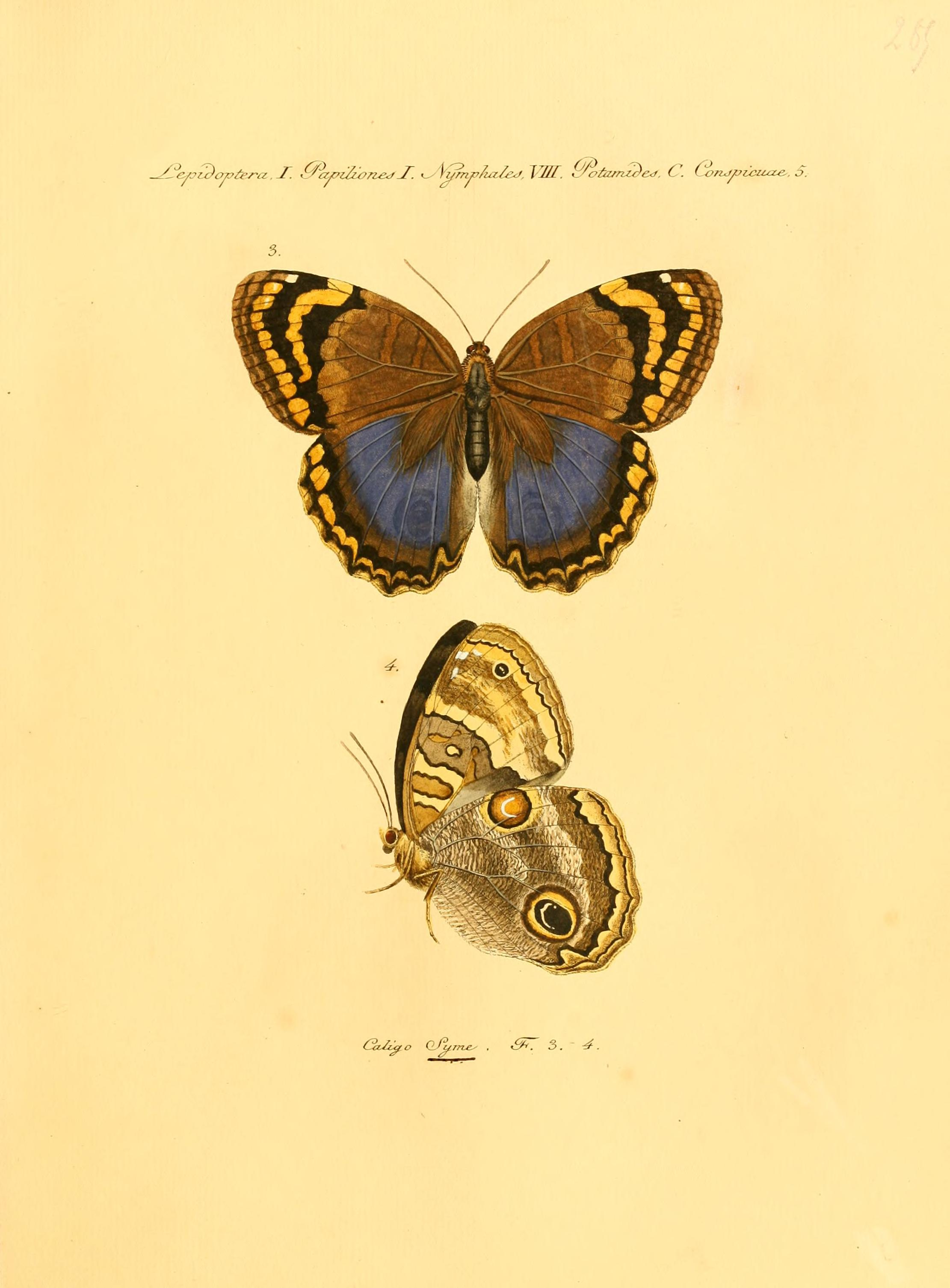